# Paul Bert
Pour les articles homonymes, voir Bert.
Paul Bert, né le 19 octobre 1833 à Auxerre et mort le 11 novembre 1886 à Hanoï, est un médecin, physiologiste et homme politique français.
Élève de Claude Bernard, suppléant de Pierre Flourens au Muséum national d'histoire naturelle, il étudie la physiologie de la respiration (en altitude et en plongée) et s'intéresse à la greffe et à l'anesthésie.
Élu député radical à partir de 1872, il est l'un des 363 lors de la crise de 1877.
Anticlérical, il est l'un des fondateurs de l’« école gratuite, laïque et obligatoire » qu'instaurent les lois de Jules Ferry, auquel il succède comme ministre de l'Instruction publique et des Cultes, de 1881 à 1882.
Soutien de la politique de colonisation, il publie plusieurs manuels scolaires qui se réfèrent à des idées et à des théories explicitement racistes. En janvier 1886, il est nommé résident supérieur de l'Annam-Tonkin, en Indochine, où il meurt quelques mois plus tard des suites du choléra.

## Biographie
Issu d'un milieu janséniste, il étudie le droit, obtenant un doctorat en droit en 1857 ; et finalement sous l'influence du zoologiste, Louis Pierre Gratiolet (1815-1865), il s'intéresse à la physiologie, devenant l'un des plus brillants élèves de Claude Bernard. Docteur en médecine en 1863 (thèse sur la greffe animale soutenue le samedi 8 aout 1863), docteur ès sciences en 1866, professeur de physiologie à Bordeaux en 1866 (ce fut le plus jeune professeur de France) puis à la Sorbonne en 1869, il devient membre de l'Académie des sciences en 1882. Il a rédigé de nombreux manuels scolaires aux thèses ethnocentrées, qui pourraient sembler racistes de nos jours, comme de nombreux écrits du XIXe siècle. Cet ethnocentrisme fut toutefois corrigé lors de son expérience de terrain lorsqu'il fut en poste au Tonkin. Il contribua à établir le paradigme racial républicain qui colora la colonisation française de ses conceptions sur l'inégalité des races, mais, à l'instar de l'antisémitisme, il serait anachronique de juger des écrits de la fin du XIXe siècle à l'aune des valeurs du XXIe siècle.
Il meurt du choléra à Hanoï, sept mois après sa nomination comme résident général du protectorat du Tonkin. Il est inhumé à Auxerre au cimetière Dunand.
Paul Bert a été l'époux de Joséphine Clayton, protestante d'origine écossaise. Ils ont trois filles dont deux, Henriette (1866-1933) et Léonie (1876-1923), ont chacune épousé un frère Chailley, Joseph pour la première, et André pour la seconde. Pauline (1869-1961) épousa Antony Klobukowski. Il eut un fils illégitime, Paul Berthelot, qui fut un militant anarchiste et un pionnier de l'espéranto.

### Œuvre scientifique

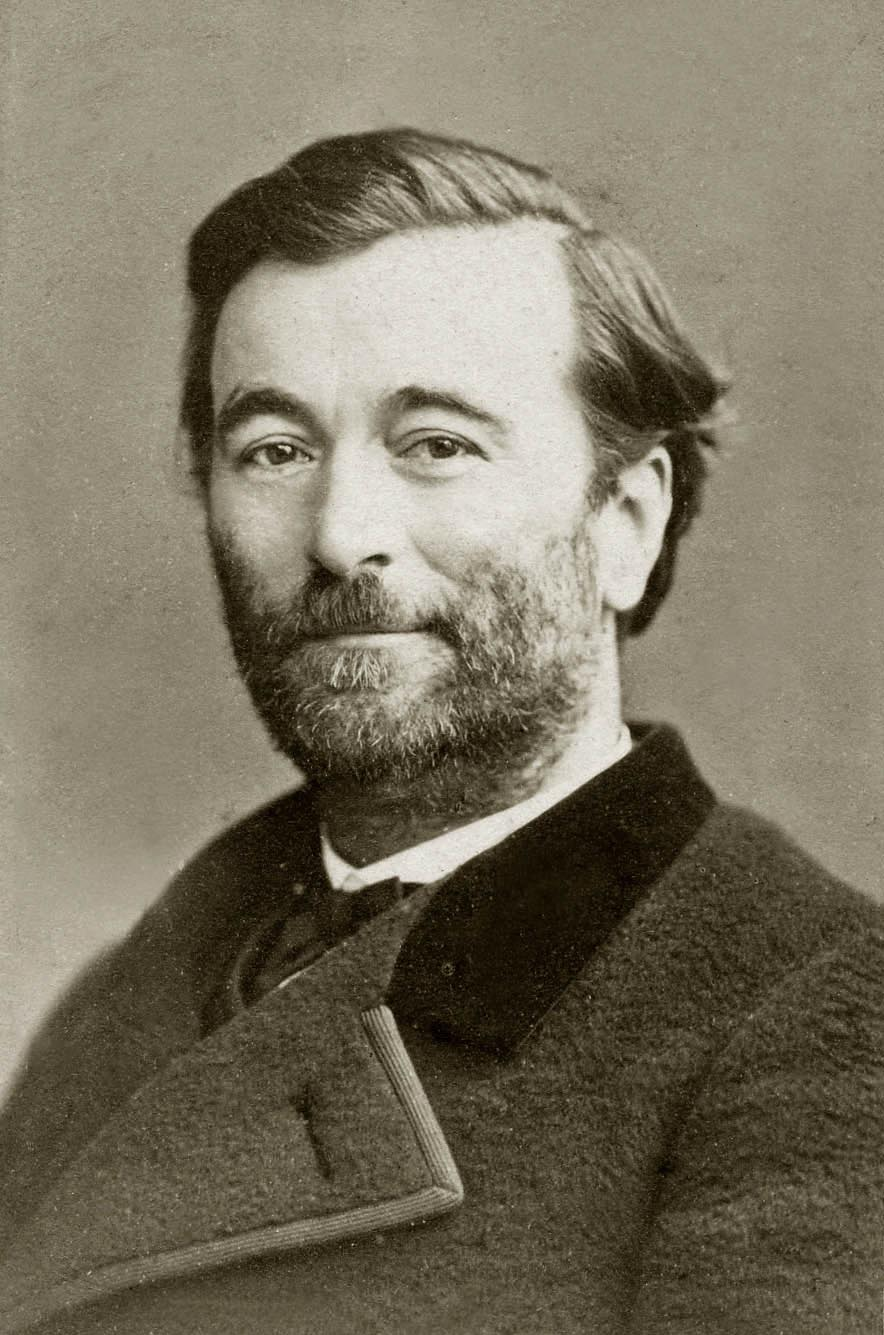
Paul Bert dans les années 1860-1870

Le nom de Paul Bert est associé à la physiologie de la plongée sous-marine. Il est le premier à avoir décrit de façon systématique l'état de convulsion lié à la toxicité de l'oxygène sous forte pression partielle pour le système nerveux central dit « effet Paul Bert ». Il publie un ouvrage récapitulatif en 1878, La Pression barométrique, où il décrit différentes expériences sur les manifestations causées par les variations de la pression atmosphérique et de la pression d'oxygène sur l'être humain, et ce, à l'aide d'un caisson étanche de grande taille, pouvant contenir un homme. Il détaille ainsi les effets du manque (hypoxie) ou du trop plein d'oxygène (hyperoxie).
Il va appliquer ses connaissances à la réalisation d'un scaphandre muni d'un régulateur de pression. Il travaille également, durant les années 1870, sur les gaz anesthésiants, notamment le protoxyde d'azote.
En 1874, il prépare les aéronautes Joseph Crocé-Spinelli et Théodore Sivel à une ascension en ballon à 7 300 mètres d'altitude. L'année suivante, alors que les deux aéronautes se lancent dans une nouvelle ascension en compagnie de Gaston Tissandier, ils ne reçoivent pas à temps une lettre de Paul Bert les informant que leur réserve en oxygène ne sera pas suffisante pour trois hommes. Seul Tissandier survit à l'expédition.

### Parcours politique
De nombreuses voies publiques et établissements scolaires portent le nom de Paul Bert. Il a laissé sa marque dans trois domaines : l'Instruction publique, les cultes, et les colonies. Il a été député de l'Yonne de 1872 à 1886, ministre de l'Instruction publique et des Cultes du gouvernement Gambetta du 14 novembre 1881 au 30 janvier 1882, et le premier Résident supérieur au Tonkin et en Annam en 1886.
Paul Bert a été, avec Jules Ferry, Marcellin Berthelot et Jean Macé, le promoteur de l'école gratuite, laïque et obligatoire (par exemple, loi du 9 août 1879 imposant la création d'au moins une École normale de garçons mais aussi de filles par département, pour la formation des « hussards noirs »). Il s'attacha spécialement à la scolarisation des enfants et des jeunes filles, et rédigea plusieurs ouvrages d'enseignement scientifique d'une grande valeur pédagogique, mais dans lesquels il exprimait – et par lesquels furent diffusées – ses idées concernant la supériorité de la race blanche. Ministre des Cultes, il se consacra à la lutte contre le cléricalisme. Il a été membre de plusieurs sociétés de libres penseurs dont la plupart se sont créées au début des années 1880. Il publia en 1880 l'ouvrage "La morale des Jésuites" puis en 1881 un manuel d'instruction civique de coloration nettement anticléricale, qui fut mis à l'Index par l'Église catholique. Paul Bert fut membre fondateur et vice-président jusqu'à sa mort de l'Union de propagande démocratique anticléricale.
Les funérailles nationales civiles de Paul Bert, centrées à Auxerre où il est inhumé, ont provoqué un scandale chez les catholiques.
Libre-penseur et positiviste, fidèle à la devise « Ni Dieu, ni maître, à bas la calotte et vive la Sociale », Paul Bert opposait la science à la religion. Il considérait en effet que ces deux systèmes de valeurs et de croyances étaient antagonistes. Il écrivait : « Avec la science, plus de superstitions possibles, plus d'espérances insensées, plus de ces crédulités niaises, de ces croyances aux miracles, à l'anarchie dans la nature. » Adepte de la science expérimentale, il refusait de s'intéresser aux questions de l'existence de Dieu et encore moins de la croyance en Dieu. Il fit inscrire sur sa stèle funéraire « Science » et « Patrie » pour affirmer son ultime conviction de la science contre la religion. Etienne Récamier et le physicien et historien des sciences Pierre Duhem font allusion à son laïcisme intransigeant dans un album satirique intitulé Au pays des gorilles (1883),.
Comme beaucoup de républicains de cette époque, Paul Bert a entretenu des relations étroites avec la franc-maçonnerie, mais il n'a jamais été franc-maçon. Il avait collaboré avec Jean Macé, qui fut un franc-maçon authentique, dans la direction de la Ligue de l'enseignement,.

### Thèses racialistes
Membre actif de la Société d'anthropologie de Paris à partir de 1861, Paul Bert participe activement à la diffusion des thèses racialistes de cette société, notamment quand il devient ministre de l'Instruction publique. Il est ainsi le rédacteur de plusieurs manuels scolaires qui se réfèrent à des idées et à des théories explicitement racistes,. Selon plusieurs historiens,, il a aussi participé clairement à donner une orientation nationaliste aux manuels scolaires de la IIIe République, notamment les manuels d'histoire, de géographie et de français.
Ces manuels, utilisés des écoles primaires à l'enseignement secondaire, ont été pour certains réédités de 1880 jusqu'aux années 1930. Son plus grand succès, la Première année d'enseignement scientifique (1883), devenu dès 1884 la Deuxième année, a été traduit en anglais en 1899 et diffusé en Angleterre mais sans grand succès, semble-t-il.
On peut retrouver dans ses ouvrages les extraits suivants:
- « Les Nègres (fig. 23) ont la peau noire, les cheveux frisés comme de la laine, les mâchoires en avant, le nez épaté ; ils sont bien moins intelligents que les Chinois, et surtout que les Blancs (...). Il faut bien voir que les Blancs étant plus intelligents, plus travailleurs, plus courageux que les autres, ont envahi le monde entier et menacent de détruire ou de subjuguer toutes les races inférieures. Et il y a de ces hommes qui sont vraiment inférieurs. Ainsi l'Australie est peuplée par des hommes de petite taille, à peau noirâtre, à cheveux noirs et droits, à tête très petite, qui vivent en petits groupes, n'ont ni culture ni animaux domestiques (sauf une espèce de chien), et sont fort peu intelligents. »[18].
- « Tous les hommes ne sont pas identiques à ceux de ce pays-ci. Déjà, dans notre petit village, il y a des blonds et des bruns qui sont assez différents les uns des autres [...] Les Nègres ont la peau noire, les cheveux frisés comme de la laine, les mâchoires en avant, le nez épaté; ils sont bien moins intelligents que les Chinois, et surtout que les Blancs. »
- « Les Nègres, peu intelligents, n'ont jamais bâti que des huttes parfois réunies en assez grand nombre pour faire une ville ; ils n'ont point d'industries ; la culture de la terre est chez eux au maximum de simplicité. Ce ne sont pas cependant les derniers des hommes. Il faut mettre après eux, comme intelligence, les petites races d'hommes qui habitent les régions les plus inaccessibles de l'Afrique (...). Bien au-dessus du Nègre, nous élèverons l'homme à la peau jaunâtre (...). Il a fondé de grands empires, créé une civilisation fort avancée (...) mais tout cela semble de nos jours tombé en décadence (...). Mais la race intelligente entre toutes, celle qui envahit et tend à détruire ou à subjuguer les autres, c'est celle à laquelle nous appartenons, c'est la race blanche. »[19].

En 1883, Paul Bert est élu président d'honneur de la « Société pour la protection des colons et l'avenir de l'Algérie ». À l'instar d'une majorité des Français, il n'est pas question pour lui d'accorder des droits politiques aux indigènes. L'ancien ministre de l'instruction publique réduit singulièrement ses visées éducatives pour les colonies. Son objectif est d'adapter l'enseignement au niveau culturel des populations, afin de former des auxiliaires de la colonisation. « Il faut placer l'indigène en position de s'assimiler ou de disparaître. ».
Il faut noter que cette présentation d'un « Paul Bert raciste » est relativisée par l'auteur Patrice Decormeille ("Paul Bert, Race et Culture publié dans Peut-on encore chanter la douce France ? dirigé par Michel Wieviorka , Entretiens d'Auxerre, éd. de l'Aube, Paris 2007. Cf. dans le livre de Wieviorka p.192 à 207)[Qui ?] qui affirment se baser sur le « contexte historique ». Il affirme que les reproches adressés à Paul Bert seraient moins imputables au racisme qu'à de l'ethnocentrisme  ; il convient de noter ici que l'ethnocentrisme étant considéré comme une conséquence du racisme, cela revient peu ou prou au même.
En janvier 1886, il est nommé Résident supérieur du protectorat de l'Annam-Tonkin. Il arrive à Hanoï le 8 avril 1886. Il y meurt du choléra sept mois plus tard. Il est inhumé au cimetière Saint-Amâtre d'Auxerre ; un grand gisant de bronze de Bartholdi orne sa tombe.

## Hommages et postérité

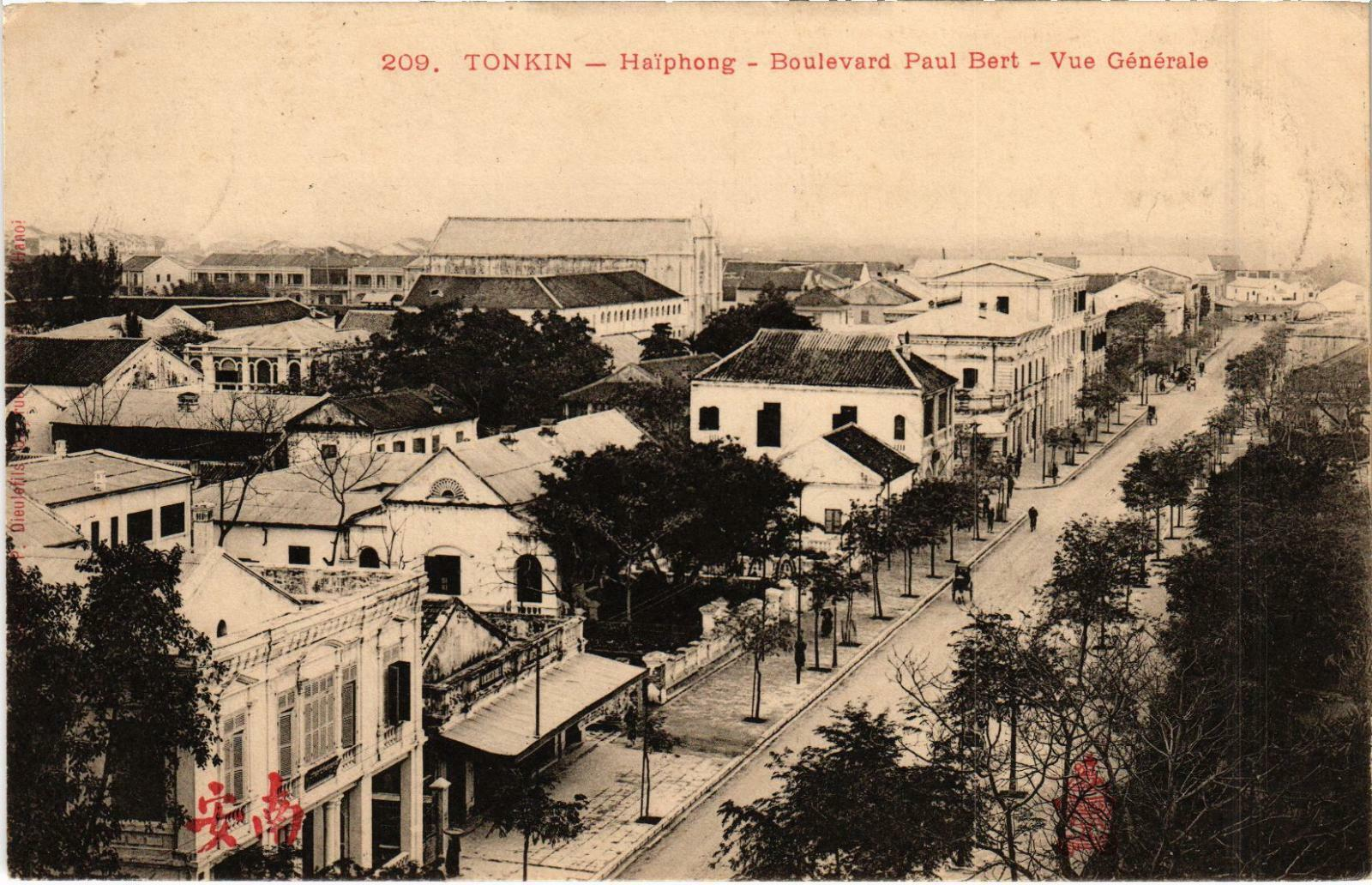
Le boulevard Paul-Bert à Haïphong est renommé boulevard Lê Hồng Phong après la révolution d'Août en 1945, boulevard Hong Bang en 1954, puis rue Ðiện Biên Phủ depuis 1963.

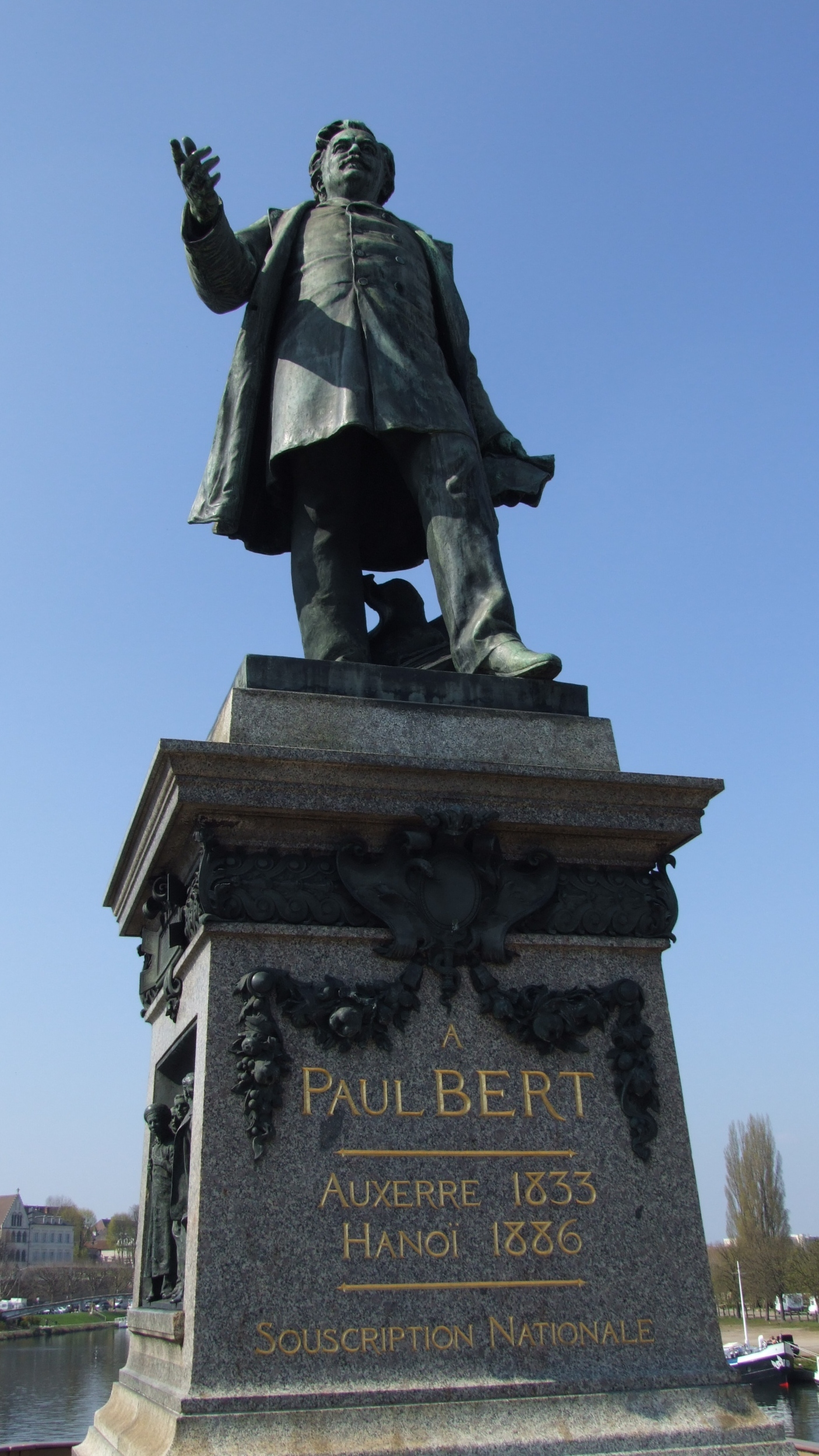
Émile Peynot, Monument à Paul Bert (1889), Auxerre.

En 1876, Franceline Ribard lui rend hommage, lors de la publication de sa thèse de médecine, pour son engagement et son soutien à l'instruction des filles et des femmes. Le peintre Henri Patrice Dillon exécute une grande toile intitulée Les Funérailles de Paul Bert (1887).
En 2015, Paul Bert est le 18e personnage le plus célébré au fronton des établissements français d'enseignement public des premier et second degrés : pas moins de 180 écoles, collèges et lycées lui ont emprunté leur nom, derrière notamment Jules Ferry (642), Jacques Prévert (472) et Jean Moulin (434). Toutefois, après sa rénovation, le groupe scolaire Paul-Bert de Malakoff (Hauts-de-Seine) prend le nom de Paulette Nardal,.
De même, de nombreuses villes ont choisi son nom pour baptiser une de leurs voies, places, etc., notamment : Aix-en-Provence, Angers, Auxerre sa ville natale (un pont), Bayonne, Brest, Clermont-l’Hérault, Dammarie-les-Lys (la place de l’église), Lens, Lyon, Paris, Saint-Mandé, Toulouse, Tours (un quartier), Vénissieux, ou encore Romilly-sur-Seine (Aube).
- Une station de la ligne 4 du tramway de Lyon s'appelle « Croizat - Paul Bert »[b].
- Son visage est sculpté sur le socle du buste du chercheur Horace Wells par René Bertrand-Boutée, square Thomas-Jefferson (Paris)[27].
- Une association fondée en 1977 pour la connaissance de son œuvre porte son nom, la société Paul-Bert[28].
- À Rennes, une association loi de 1901 porte son nom. Le Cercle Paul Bert propose plusieurs activités culturelles et sportives.
- À Bordeaux, c'est un ensemble d'équipements (en lien avec les services sociaux) qui porte son nom (2018)[29]. Une radio y porte également son nom[30].

## Œuvres et publications
- De la greffe animale, [Thèse de médecine de Paris no 118], imp. de E. Martinet, 1863, lire en ligne.
- Catalogue méthodique des animaux vertébrés qui vivent à l'état sauvage dans le département de l'Yonne : avec la clef des espèces et leur diagnose, V. Masson et fils (Paris), 1864, 1 vol. (XXII-129 p.-2 pl.) ; 22 cm, lire en ligne sur Gallica.
- Recherches expérimentales pour servir à l'histoire de la vitalité propre des tissus animaux, [Thèse présentée à la Faculté des sciences de Paris, pour obtenir le titre de Docteur ès sciences naturelles], impr. de E. Martinet (Paris), 1866, In-4° , 96 p., 2 pl., lire en ligne sur Gallica.
- Éloge de Pierre Gratiolet, [prononcé le 4 mai 1866 à la séance publique annuelle de la Société de secours des amis des sciences], impr. de C. Lahure (Paris), 1866, 31 p. ; in-8, lire en ligne sur Gallica.
- Recherches expérimentales pour servir à l'histoire de la vitalité propre des tissus animaux. Suivi de Propositions de zoologie, de botanique et de géologie données par la faculté, Paris, E. Martinet, 1866 (lire en ligne).
- Recherches sur les mouvements de la sensitive ("Mimosa pudica", Linn.), J.-B. Baillière et fils (Paris), 1867, In-8° , 38 p., lire en ligne sur Gallica.
- Notice sur les titres et travaux scientifiques du Dr Paul Bert, Paris, Imprimerie de E. Martinet, 1868, lire en ligne.
- Notice sur les titres et travaux scientifiques du Dr Paul Bert. Aout 1868, Paris, Impr. de E. Martinet, 1868, lire en ligne.
- Leçons sur la physiologie comparée de la respiration professées au Muséum d'histoire naturelle, J.-B. Baillière et fils (Paris), 1870, 1 vol. (XXXV-588-48 p.) : ill. ; in-8, lire en ligne sur Gallica.
- La pression barométrique : recherches de physiologie expérimentale, Paris, Masson, 1878, lire en ligne.
- Notice sur les travaux scientifiques de M. Paul Bert (novembre 1878), Paris, Impr. Emile Martinet, 1878, lire en ligne.
- La morale des Jésuites, Paris, G. Charpentier, 1880, lire en ligne.
- Leçons, discours et conférences, Paris, G. Charpentier, 1881, lire en ligne.
- Leçons de zoologie, professées à la Sorbonne, enseignement secondaire des jeunes filles, G. Masson (Paris), 1881, In-8° , V-561 p., fig., lire en ligne sur Gallica.
- Banquet offert à M. Paul Bert par les Instituteurs de France (18 septembre 1881) . Discours de M. Paul Bert, imp. de C. Murat (Paris), 1881 [monographie imprimée], In-18, lire en ligne sur Gallica.
- Les Actes du grand ministère imp. de C. Marpon et E. Flammarion (Paris), 1882, In-8°, lire en ligne sur Gallica.
- Lectures sur l'histoire naturelle des animaux, suivies d'un vocabulaire des mots techniques employés dans l'ouvrage, Hachette (Paris), 1882, In-16, IV-394 p., fig. lire en ligne sur Gallica.
- (da) Livet og livsfunktionerne hos mennesket og de hojere dyr, [Traduction en danois par F. Levison], Coppenhague, Philipsens, 1882, lire en ligne.
- L'instruction civique à l'école : notions fondamentales, Picard-Bernheim (Paris), 1882, 178 p. : fig. ; in-18, lire en ligne sur Gallica.
- La première année d'enseignement scientifique, sciences naturelles et physiques : animaux, végétaux, pierres et terrains, physique, chimie, physiologie végétale : ouvrage répondant aux nouvelles matières obligatoires de l'enseignement primaire(8e édition), A. Colin (Paris), 1884, 1 vol. (336 p.) : fig. ; in-12, lire en ligne sur Gallica.
- Lettres de Kabylie. La politique algérienne, A. Lemerre (Paris), 1885, In-8°, lire en ligne sur Gallica.
- Premières notions de zoologie : lectures à l'usage des élèves des établissements d’enseignement secondaire, des écoles normales primaires et des écoles primaires supérieures, Paris, G. Masson, 1885, 4e éd., VII-229 p., 1 vol. ill. ; 18 cm, lire en ligne sur Gallica.
- Leçons d'anatomie et de physiologie animales, G. Masson (Paris), 1886, 1 vol. (260 p.) : fig. ; in-8, lire en ligne sur Gallica.
- Lectures et leçons de choses, à l'usage de l'enseignement primaire et des classes élémentaires des lycées et collèges, A. Picard-Bernheim (Paris), 1887, 1 vol. (210 p.) : ill. ; in-18, lire en ligne sur Gallica.
- La Première Année d'enseignement scientifique : sciences naturelles et physiques, A. Colin (Paris), 1887, 167 p. : ill. ; 19 cm, lire en ligne sur Gallica.
- La Deuxième Année d'enseignement scientifique (sciences naturelles et physiques) : animaux, végétaux, pierres et terrains, Paris, A. Colin, 1888, 336 p., ill., 18 cm, lire en ligne sur Gallica.
- La Deuxième Année d'enseignement scientifique : la science appliquée, [supplément répondant aux arrêtés ministériels de mars 1897 et septembre 1898... (Nouvelle édition (41e) conforme aux programmes)], A. Colin (Paris), 1900, p. 325-356 ; in-16, lire en ligne sur Gallica.
- A l'ordre du jour, (2e éd.), P. Ollendorff (Paris), 1885, 1 vol. (348 p.) ; in-18, lire en ligne sur Gallica.
- Lectures et leçons de choses, avec 150 gravures expliquées, à l'usage de l'enseignement primaire et des classes élémentaires des lycées et collèges, [ouvrage répondant aux derniers programmes officiels], (12e édition), A. Picard et Kaan (Paris), 1902, 1 vol. (210 p.) : ill. ; in-12, lire en ligne sur Gallica.
- Histoire de la Révocation de l'Edit de Nantes à Bordeaux et dans le Bordelais : diocèse de Bordeaux. 1653-1715, Bordeaux, Marcel Mounastre-Picamilh, 1908, 106 p. (lire en ligne)

### En collaboration
- L'Œuvre de Claude Bernard, notices par Ernest Renan, Paul Bert et Armand Moreau ; introduction par Mathias Duval ; table alphabétique et analytique des œuvres complètes de Claude Bernard par le Dr Roger de la Coudraie ; bibliographie par G. Malloizel, J. B. Baillière et fils (Paris), 1881, 1 vol. (384 p.) : portr. ; in-8, lire en ligne sur Gallica.
- Avec Raphaël Blanchard, Éléments de zoologie, G. Masson (Paris), 1885, 1 vol. (692 p.) : fig. ; in-16, lire en ligne sur Gallica.
- Avec Anna Clayton, Les Colonies françaises, C. Bayle (Paris), 1889, 1 vol. (235 p.) ; in-16, lire en ligne sur Gallica.

### Préface
- Histoire de l'Algérie racontée aux petits enfants, [Leçons, résumés, exercices oraux ou écrits par M. Jules Renard. Ouvrage destiné aux élèves des écoles primaires et publié sous le patronage du Conseil municipal d'Oran], A. Jourdan (Alger), 1884 [monographie imprimée], In-16, lire en ligne sur Gallica.

### Autre
- Directeur du périodique Revues scientifiques (publiées par La République française) de 1879 à 1885 lire en ligne sur Gallica.